# Johannes III. (Trapezunt)
Johannes III. Komnenos (* um 1321; † 1362) war von 1342 bis 1344 Kaiser und Großkomnene von Trapezunt.

## Leben
Johannes war der Sohn des trapezuntischen Kaisers Michael und einer Edelfrau aus der Familie der Akropoliten.
Bis zum Jahre 1342 verbrachte er den Großteil seines Lebens in Konstantinopel. Dorthin hatte Michael nach dem Tode seines Bruders, des Kaisers Alexios II., und der Machtübernahme seines Neffen Andronikos III., der alle möglichen Rivalen um den Thron töten lassen wollte, mit seiner Familie fliehen müssen. Die kurze Gewaltherrschaft Andronikos’ III. leitete eine Zeit der Instabilität in Trapezunt ein. Nach mehreren Wechseln auf dem Kaiserthron ergab sich für Michael im Jahre 1341 die Möglichkeit, der Kaiserin Anna Komnene den Thron streitig zu machen. Zwar gelang ihm nach seiner Rückkehr aus dem Exil kurzzeitig die Übernahme des Thrones, doch wurde er sofort wieder von Annas Anhängern gestürzt und vom Gouverneur von Lymnia gefangen gehalten.
Der einflussreiche General Niketas Scholarios, der Michael gegen Anna unterstützt hatte, wollte die erneute Übernahme des Throns durch Anna nicht hinnehmen. Er begab sich daher 1342 nach Konstantinopel und überzeugte den dort verbliebenen Johannes, selbst die Machtergreifung in Trapezunt zu versuchen. Johannes segelte mit nur fünf Schiffen, von denen drei mit genuesischen Söldnern bemannt waren, nach Trapezunt. Dort angekommen gelang es seinen Männern, die Stadt nach einem kurzen, schweren Kampf einzunehmen. Danach ließ sich Johannes zum Kaiser krönen, seine Vorgängerin Anna erdrosseln und deren Anhänger hinrichten.
Johannes erwies sich jedoch bald als schwacher Herrscher, der sich nur seinen Vergnügungen hingab und im Luxus schwelgte. Hinzu kam, dass er keinerlei Interesse daran zeigte, seinen Vater Michael, der immer noch in Lymnia gefangen gehalten wurde, zu befreien. 1344 marschierte der mit der Situation unzufriedene Niketas mit einigen Männern dorthin, wo ihm die Befreiung Michaels gelang. Zusammen mit diesem kehrte er nach Trapezunt zurück. Bei ihrer Ankunft in der Stadt wurde Johannes abgesetzt und sein Vater erneut zum Kaiser erhoben.
Johannes wurde zum Eintritt in ein Kloster gezwungen und schließlich ins Exil nach Adrianopel geschafft.